# Club Universitario de Deportes (femenino)
El Club Universitario de Deportes Femenino es la sección deportiva de fútbol femenino del Club Universitario de Deportes. Fue conformado por primera vez en 1952 y participa actualmente en la Primera División Femenina, donde ha militado desde el primer torneo oficial organizado en 1996 por la Federación Peruana de Fútbol.
Hasta la fecha, es el equipo que más veces obtuvo el título de la Primera División Femenina (diez veces), en sus diferentes formatos como el Campeonato Metropolitano de Fútbol Femenino de Lima (cinco títulos), el Campeonato Nacional de Fútbol Femenino (tres títulos), la Copa Perú Femenina (un título) y la actual Liga Femenina FPF (un título). El club también posee una «Academia de Fútbol Femenino» para niñas entre 10 y 17 años.Asimismo, ha tenido 5 participaciones internacionales en la Copa Libertadores Femenina.
En diversas oportunidades las jugadoras de Universitario de Deportes han representado al Perú en su Selección femenina de fútbol, destacando la participación de las jugadoras Vivian Ayres, Lorena Bosmans y Aissa Garibay, quienes obtuvieron el tercer lugar en el Campeonato Sudamericano Femenino de 1998.

## Historia

### Creación

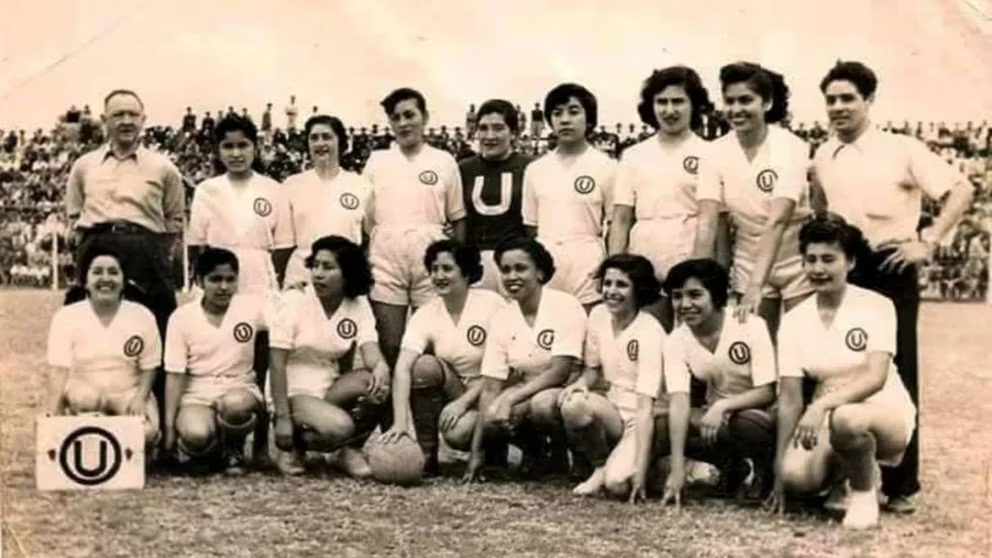
Primer equipo femenino de Universitario de Deportes, conformado en 1952.

El Club Universitario de Deportes fue fundado el 7 de agosto de 1924 en Lima, Perú, bajo el nombre de Federación Universitaria de Fútbol, como una iniciativa de un grupo de estudiantes de la Universidad Nacional Mayor de San Marcos destinada a promover la práctica del fútbol, siendo uno de los clubes deportivos más importantes, antiguos y vigentes del país. Aunque en un inicio estuvo enfocado exclusivamente en el fútbol de varones, su origen estudiantil así como su arraigo popular y social, hicieron que el club se preocupara tempranamente por incorporar también a la mujer en la práctica de este deporte, conformando así su primer equipo femenino de fútbol en 1952, lo que constituyó uno de los esfuerzos más antiguos por brindar un espacio organizado para la práctica del fútbol femenino en el Perú. Durante dichos torneos, junto con Sporting Cristal y Sport Boys sentarían las bases de la competencia femenil de fútbol profesional en el país.
No obstante, en aquellos años las competiciones de fútbol femenino no tenían carácter oficial y se llevaban a cabo normalmente como eventos de exhibición y sin continuidad. Asimismo, debido a la falta de apoyo y reconocimiento oficial, el desarrollo del fútbol femenino se vio obstaculizado durante mucho tiempo. Las mujeres futbolistas enfrentaron discriminación, falta de infraestructura adecuada y escasez de oportunidades para competir a nivel nacional e internacional.
Cabe destacar que durante esta época, Universitario se mantuvo participando de torneos amistosos y competencias no oficiales, aunque aportando con varias jugadoras a la selección peruana de fútbol y siendo un importante semillero de futbolistas.

### Era amateur: Bicampeonato 1996-1997
Es recién a partir de 1996 que la Federación Peruana de Fútbol crea la Primera División Femenina y organiza el primer campeonato oficial de fútbol femenino de clubes, bajo el nombre de  Campeonato Metropolitano. Al culminar dicho torneo, Universitario se alzó con el título, convirtiéndose en el primer campeón en la historia del futbol femenino en el Perú tras vencer en la última fecha a Santa Olga por 6-0. Al año siguiente, Universitario sería líder del torneo nacional y se proclamarían bicampeonas del fútbol peruano tras vencer en la definición del título por 2-1 a Sporting Cristal en el estadio Nacional, con dos goles de Aissa Garibay.

### Primer Tricampeonato (2001-2003)
Posteriormente, las cremas marcarían otro hito al obtener el primer tricampeonato oficial del fútbol femenino, al alcanzar los títulos del 2001, 2002 y 2003. En estos primeros torneos, destacó la participación de la jugadora Vivian Ayres, quien se convertiría en la goleadora histórica del club de aquellos años.
Luego de algunos años de ausencia, en el Torneo Metropolitano 2011, que daba un cupo para el Campeonato Peruano de Fútbol Femenino de 2011, las cremas quedaron en sexto lugar. En 2012 participó en los torneos Apertura y Clausura del Campeonato Metropolitano, que daba un cupo para el Campeonato Peruano de Fútbol Femenino de 2012. El entrenador fue Víctor Cañete. En el Apertura quedó en séptimo lugar luego de obtener 1 victoria, 2 empates y 4 derrotas. En el Torneo Apertura del Campeonato Metropolitano 2013, la «U» finalizó en el octavo lugar con 14 puntos, mientras que en el Torneo Clausura finalizó en el tercer lugar con 20 puntos, misma cantidad que el Real Maracaná y a cinco unidades del JC Sport Girls que se coronó campeón del torneo.

### El Segundo Tricampeonato (2014-2016)
En el Campeonato Peruano de Fútbol Femenino de 2014, la «U» formó parte del grupo B. En la primera fecha, las cremas se impusieron 5-0 frente a Sport Willy de San Martín. Al día siguiente las merengues vencieron 4-0 a Lucrecia F. C. de Apurímac. Posteriormente derrotaron 6-0 al Club Alas Peruanas de Ica, logrando de esta manera clasificar en primer puesto a la final. El partido por el título se disputó el 8 de mayo en la Villa Deportiva Nacional. Las leonas obtuvieron el campeonato ganando 7-0 al club Alfredo Vargas Guerra de Mazán. Los goles fueron de Cindy Novoa, Pierina Núñez, Scarleth Flores, Emily Flores, Arantxa Vega, Even Pizango y Rocío Fernández. De esta manera Universitario logró su sexto título de primera división y el primero bajo el formato de torneo nacional.
En la siguiente temporada el club se coronó nuevamente campeón metropolitano. En la competencia nacional formó parte del grupo A, venciendo por 10-0 a Club Retamozo, 4-0 a Club Internacional de Arequipa y 12 -0 al Colegio Nacional Inca Huiracocha. Se coronaría luego bicampeón nacional tras derrotar en la final a CGTP en la VIDENA por 8-0 con un póker de goles de Emily Flores y otro de Rocío Fernández. El título le permitiría clasificarse a la Copa Libertadores Femenina 2015, dondelamentablemente fueron eliminadas en la fase de grupos tras no conseguir victorias en ninguno de los tres partidos que disputó.
En el Campeonato Peruano 2016, Universitario de Deportes formó parte del grupo A, donde derrotó 11-0 a la Universidad de Piura, 4-1 a Majes de Arequipa y 5-1 a la Región II de Trujillo. De esta manera clasificó a la final que ganó 5-1 al Club Ramiro Villaverde con goles de Emily Flores, Alondra Vilchez, Even Pizango y Pierina Chávez, obteniendo el título de ese año y el segundo tricampeonato de la historia del fútbol femenino en el Perú. En la Copa Libertadores Femenina 2016 el cuadro crema nuevamente fue eliminado en la fase de grupos sin puntos. Universitario participó en el grupo B de la Copa Libertadores Femenina 2017. El 5 de octubre de 2017, la «U» perdió 5-1 frente a Colo-Colo en el Estadio Luis Alfonso Giagni. En la segunda fecha, el 15 de octubre las cremas ganaron a Cólon de Uruguay 1-0. En el último partido, el 17 de octubre perdió 3-0 frente a Cerro Porteño.
En el año 2018 se disputó la Copa Perú Femenina 2018, que fue un torneo para determinar al representante del Perú en la Copa Libertadores Femenina 2019. En la fase de grupos, de la etapa departamental de la Copa, las cremas ganaron 3-0 por W.O frente a Inter JC, mientras que en la segunda fecha frente a Villa Libertad vencieron por 2-0. En la tercera y última fecha, la U perdió 3-0 frente a JC Sport Girls. Estos resultados no permitieron que las leonas pasaran a la final departamental y por lo tanto fueron eliminadas en esta instancia. En el Torneo Regular de la Zona Lima 2019, la «U» finalizó en el primer lugar con 40 puntos producto de 13 victorias y 1 empate, permitiéndole disputar la final del torneo ante Alianza Lima, al que derrotaron por marcador de 2-1 en el Estadio Nacional.

### La novena estrella (2019)
En el Campeonato Metropolitano el cuadro estudiantil fortmó parte del grupo B. Tras vencer por 5-0 a JC Sport Girls, 10-0 al Athletic San Miguel y 4-0 al Athletic Villa, el club clasificó a la final regional, en la cual debió enfrentar nuevamente a Alianza Lima. En esta final la «U» volvió a ganar 2-1 frente a un importante marco de público en el estadio Nacional. Por haber ganado la etapa regional, el club participó en la Copa Perú Femenina 2019 desde los cuartos de final, donde ganó 5-0 a Flamengo FBC de Junín el 17 de diciembre de 2019. Dos días después venció en semifinales 2-0 a Deportivo Talentos de La Libertad. La final se jugó el 21 de diciembre, en el Estadio San Marcos. En este partido la «U» ganó 6-1 a Amazon Sky de Loreto y se proclamó campeón nacional. Los goles fueron de Sabrina Ramirez, Scarleth Flores (doblete), Jhuliana Chávez, Esthefany Espino y Alondra Vilchez. Ángela Guimack descontó para las loretanas.

### Era profesional (2020-actualidad)
En el año 2020 la Federación Peruana de Fútbol decide profesionalizar el fútbol femenino para lo cual emite la Resolución N° 014-2020-FPF que dispone «fortalecer el tradicional Sistema Nacional de Campeonatos de Futbol Femenino, denominado en adelante, Copa Femenina 2020». Sin embargo, debido a la Pandemia del COVID-19 el torneo no se llevó a cabo. En marzo de 2021 las cremas disputaron la Copa Libertadores Femenina 2020, obteniendo un punto, luego de perder 8-0 contra Corinthians, 5-0 contra América de Cali y empatar 1 a 1 contra El Nacional.
En el ámbito local, el año 2021 marcó finalmente el inicio de la era profesional ahora bajo el nombre de Liga Femenina 2021. La fase 1 se inició el 29 de mayo de 2021, en la que las cremas se ubicaron en el segundo lugar con 34 puntos, derrotaron en las semifinales (1-0) a Sporting Cristal, mientras que en la final perdieron frente a Alianza Lima (1-0) luego de un error en salida. En octubre de 2021, Paolo Maldonado fue anunciado como nuevo técnico de las leonas. En la Liga Femenina 2022 Universitario no clasificó a la final, quedando en tercer lugar en el torneo. 
Sin embargo, al año siguiente, las cremas llevaron a cabo una gran campaña, llegando a la final de la Liga Femenina 2023 frente al club Alianza Lima, equipo contra el que perdieron el partido de ida (0-1) en el estadio Alejandro Villanueva, logrando remontar en el partido de vuelta (2-0) en el estadio Monumental, con lo cual Universitario alcanzó el título de ese año y su décimo galardón en la historia de la primera división femenina. En dicha final, los hinchas de la "U" batieron el récord nacional y sudamericano de concurrencia a un partido de fútbol femenino con 42,107 asistentes al Estadio Monumental.
En la temporada 2024, el equipo buscaría el ansiado bicampeonato, manteniéndose entre los líderes del torneo a lo largo de la campaña. Sin embargo, en la instancia final sufriría un revés ante Alianza Lima tras caer 0-2 en la final de ida y 3-1 en la final de vuelta. De esta manera, se adjudicaría el subcampeonato de la liga.

## Uniforme
- Uniforme titular: Camiseta crema, pantalón crema, medias negras con una línea horizontal crema.
- Uniforme alternativo: Camiseta granate con el cuello y el borde de las mangas negras, pantalón negro, medias granates con una línea horizontal negra.

### Evolución

#### Uniforme titular
| 2012 | 2013 | 2014 | 2015 | 2016 | 2017 |

| 2018 | 2019 | 2020 | 2021 | 2022 | 2023 |

#### Uniforme alternativo
| 2012 | 2013 | 2014 | 2015 | 2016 | 2017 |

| 2018 | 2019 | 2020 | 2021 | 2022 | 2023 |

#### Tercer uniforme
| 2016 | 2018 | 2020 |

### Indumentaria y patrocinador
| Período       | Proveedor |
| ------------- | --------- |
| 2000-2001     | Prime     |
| 2002-2014     |           |
| 2013          | Just Play |
| 2014          |           |
| 2015-2016     | Just Play |
| 2017          | Jor       |
| 2018-presente |           |

| Período | Patrocinador |
| ------- | ------------ |
| 2013    | New Athletic |
| 2021    | Inmunimed    |
| 2022    | Wawasana     |

## Datos del club
- Participaciones internacionales:

| Torneo                                    | Ediciones                     |
| ----------------------------------------- | ----------------------------- |
| Copa Libertadores de América Femenina (5) | 2015, 2016, 2017, 2020, 2023. |

## Palmarés

### Torneos nacionales
| Competición                             | Títulos                                                     | Subcampeonatos |
| --------------------------------------- | ----------------------------------------------------------- | -------------- |
| Primera División del Perú (10/2) Record | 1996, 1997, 2001, 2002, 2003, 2014, 2015, 2016, 2019, 2023. | 2021, 2024.    |

## Rivalidades

### JC Sport Girls
Durante la era amateur del fútbol femenino peruano, Universitario y JC Sport Girls han protagonizado el clásico del fútbol femenino peruano, compitiendo entre ambas instituciones por liderar el palmarés nacional, además de ser ambas escuadras las pioneras en lo que a formación de futbolistas se refiere. Esta rivalidad se ha visto últimamente relegada debido a la discontinuidad de JC Sport Girls en competencias oficiales.

### Alianza Lima
Artículos principales: Superclásico del fútbol peruano y Estadísticas del superclásico del fútbol peruano.
La rivalidad entre Universitario de Deportes y Alianza Lima, cuenta con una rica trayectoria que comenzó en el año de 1928, y continúa hasta el día de hoy. En el fùtbol femenino, se han realizado decenas de estos encuentros abarcando diferentes instancias, tanto en la Liga Profesional como en los torneos metropolitanos. Desde la era profesional, la frecuente disputa por el liderazgo de la liga ha motivado el crecimiento de la rivalidad, convirtiéndolo así en el clásico moderno del fútbol femenino peruano.